# Larry Livermore

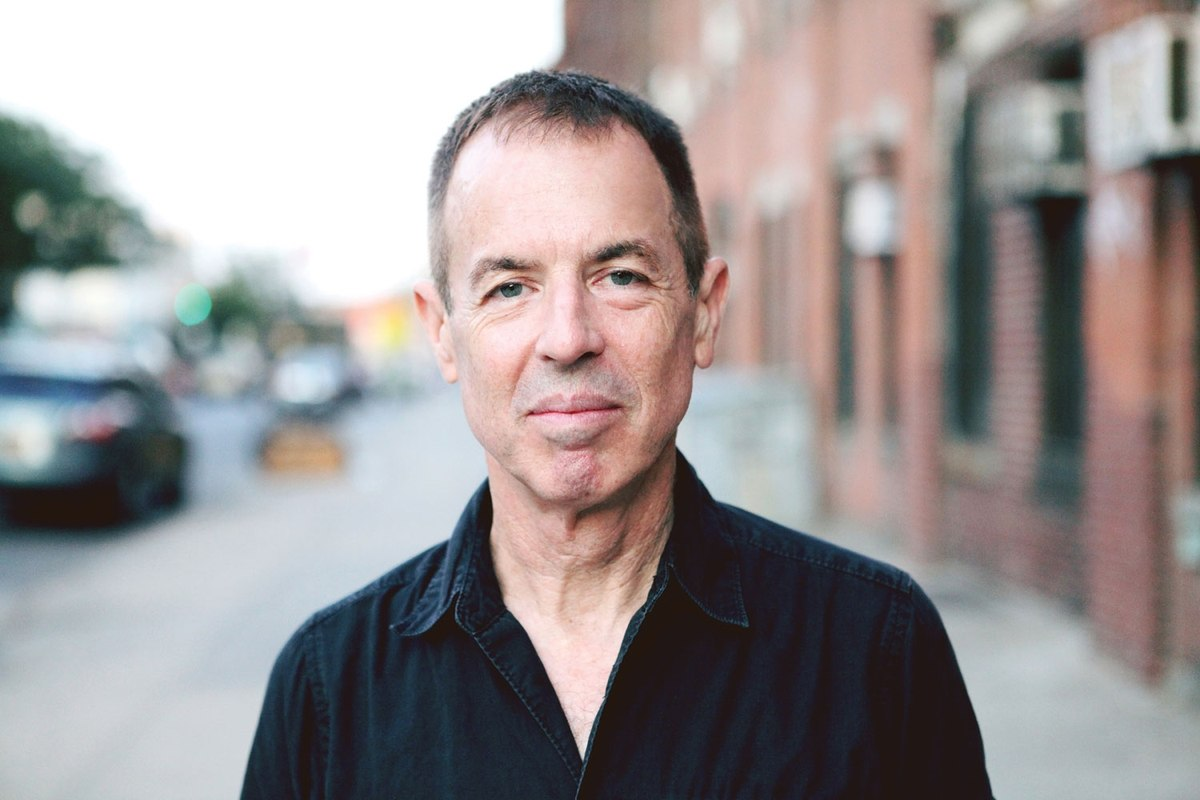
Larry Livermore, 2015

Lawrence "Larry" Livermore (* 28. Oktober 1947 in Detroit, Michigan) ist ein US-amerikanischer Musiker, Musikproduzent und Musikjournalist.

## Leben
1984 begann Livermore damit, in dem von ihm herausgegebenen Lookout magazine über die Punkszene in Kalifornien zu berichten. Ein Jahr später gründete er zusammen mit Tré Cool und Kain Kong The Lookouts, eine Punkband, welche bis ins Jahr 1990 existierte.
Im Jahr 1987 gründete er zusammen mit seinem Freund David Hayes (nicht verwandt) das Label Lookout! Records, bei dem unter anderem Operation Ivy (Band), Rancid und Green Day unter Vertrag standen. 1997 verkaufte Livermore die Plattenfirma.
In seiner Tätigkeit als Musikjournalist schrieb er unter anderem von 1987 bis 1994 für Maximum RocknRoll und von 1994 bis 2007 für Punk Planet. Seit 2008 publiziert er im Magazin Verbicide.
Derzeit lebt Livermore in Brooklyn, einem Stadtteil von New York.